# Nemesia entinae
Espèce
Nemesia entinae est une espèce d'araignées mygalomorphes de la famille des Nemesiidae.

## Distribution
Cette espèce est endémique d'Andalousie en Espagne. Elle se rencontre vers Almería.

## Description
Le mâle holotype mesure 16,73 mm et la femelle paratype 19,40 mm, les mâles mesurent de 15 à 16,73 mm et les femelles de 14,29 à 19,40 mm

## Systématique et taxinomie
Cette espèce a été décrite par en Calvo & Pagán, 2022.

## Publication originale
- Calvo & Pagán, 2022 : « Nemesia entinae sp. n.; descripción de una nueva especie de Nemesia Audouin, 1826 (Aranae [sic], Mygalomorphae, Nemesiidae) de la Península Ibérica. » Revista Ibérica de Aracnología, no 41, p. 41-50.